# Erik Arckens
Erik Arckens (Schaarbeek, 9 december 1961) is een Belgisch politicus die lid was van het Vlaams Belang.

## Levensloop
Arckens studeerde in 1990 af als licentiaat in de politieke en de sociale wetenschappen aan de KU Leuven. Tijdens zijn studies was hij actief in de studentenvereniging NSV. Van 1982 tot 1983 was hij preses van NSV Leuven en van 1984 tot 1985 hoofdredacteur van Branding, het tijdschrift van de vereniging. 
Na zijn studies werkte Arckens van 1993 tot 1995 als journalist voor het financieel-economische weekblad Trends en nadien was hij van 1995 tot 1999 universitair assistent en wetenschappelijke medewerker op de studiedienst van het Vlaams Blok.
Van 1999 tot 2004 was hij voor het Vlaams Blok lid van het Brussels Hoofdstedelijk Parlement en van 2001 tot 2009 was hij gemeenteraadslid van Brussel. Bij de Vlaamse verkiezingen van 13 juni 2004 werd hij verkozen in de kieskring Brussel-Hoofdstad. Na de volgende Vlaamse verkiezingen van 7 juni 2009 was hij van eind juni 2009 tot mei 2014 opnieuw Vlaams Parlementslid voor dezelfde kieskring, nadat Johan Demol aan zijn mandaat in het Vlaams Parlement verzaakte. Als Vlaams Parlementslid zetelde hij als vast lid in de commissies Cultuur, Jeugd, Sport en Media en Brussel en Vlaamse Rand, van deze laatste commissie was hij van 2009 tot 2011 voorzitter. Sinds 30 juni 2014 mag hij zich ere-Vlaams volksvertegenwoordiger noemen. Die eretitel werd hem toegekend door het Bureau (dagelijks bestuur) van het Vlaams Parlement.
In juli 2011 stapte hij uit het Vlaams Belang, omdat hij zich in de partij niet meer thuis voelde. Sindsdien zetelde hij als onafhankelijke in het Vlaams Parlement.